# Joséphine ou la Comédie des ambitions
Pour plus de détails, voir Fiche technique et Distribution.
Joséphine ou la Comédie des ambitions est un téléfilm français réalisé par Robert Mazoyer et diffusé en 1979.

## Fiche technique
- Titre français : Joséphine ou la comédie des ambitions
- Réalisation : Robert Mazoyer
- Scénario : Robert Mazoyer
- Musique : Georges Delerue
- Pays d'origine : France
- Genre : historique
- Date de première diffusion : 1979

## Distribution
- Danièle Lebrun : Joséphine de Beauharnais
- Daniel Mesguich : Napoléon
- Claire Vernet : Mme Tallien
- Jean-Luc Moreau : Tallien
- Jacques Destoop : Barras
- Antoine Bourseiller : Fouché
- Véronique Delbourg : Hortense de Beauharnais
- Robert Rimbaud : Talleyrand
- Jean-Paul Farré : Robespierre
- Madeleine Ozeray : Mme de Kreny
- Christine Kaufmann : Mme Hosten-Lamothe
- Jean Martinelli : le marquis de Beauharnais
- Mony Dalmès : Mme de Renaudin
- Anne-Marie Philipe : Delphine de Custine
- Robert Murzeau : le marquis de Caulaincourt
- Erik Colin : Lazare Hoche
- Fernando Hilbeck : Ouvrard
- Paola Borboni : Laetitia Bonaparte
- Maria Rosaria Omaggio : Pauline Bonaparte
- Dirce Funari : Elisa Bonaparte
- Catherine Salviat : Caroline Bonaparte
- Blanche Raynal : Louise Compoint
- Gisèle Grimm : Mme de Saint-Huberty
- José Luccioni : Gontran
- Henri Tisot : Hamelin
- Fabrizio Jovine : Joseph Bonaparte
- José Lifante : Louis Bonaparte
- Marcello Di Falco : le cardinal Fesch
- François-Eric Gendron : Hippolyte Charles
- Jean-Paul Schintu : Bourrienne
- Philippe Roussel : Junot
- Max Douchin : le général Berthier
- Igor De Savitch : le comte d'Entraigue
- Bruno Balp : Montglas
- Christian Bujeau : Murat
- Claude Derepp : Carnot
- Féodor Atkine : le tsar
- Vernon Dobtcheff : Siéyès
- Fernand Kindt : Gohier
- Raymond Aquaviva : Lucien Bonaparte
- Georges Caudron : Eugène de Beauharnais
- Jean-Jacques Moreau : Duroc
- Christian Roy : Regnault de Saint-Jean d'Angély
- Fernand Berset : Vadier
- Bernard Farcy
- Mario Pilar
- Bruno Raffaelli : Alexandre de Beauharnais